# Prasat Sikhoraphum

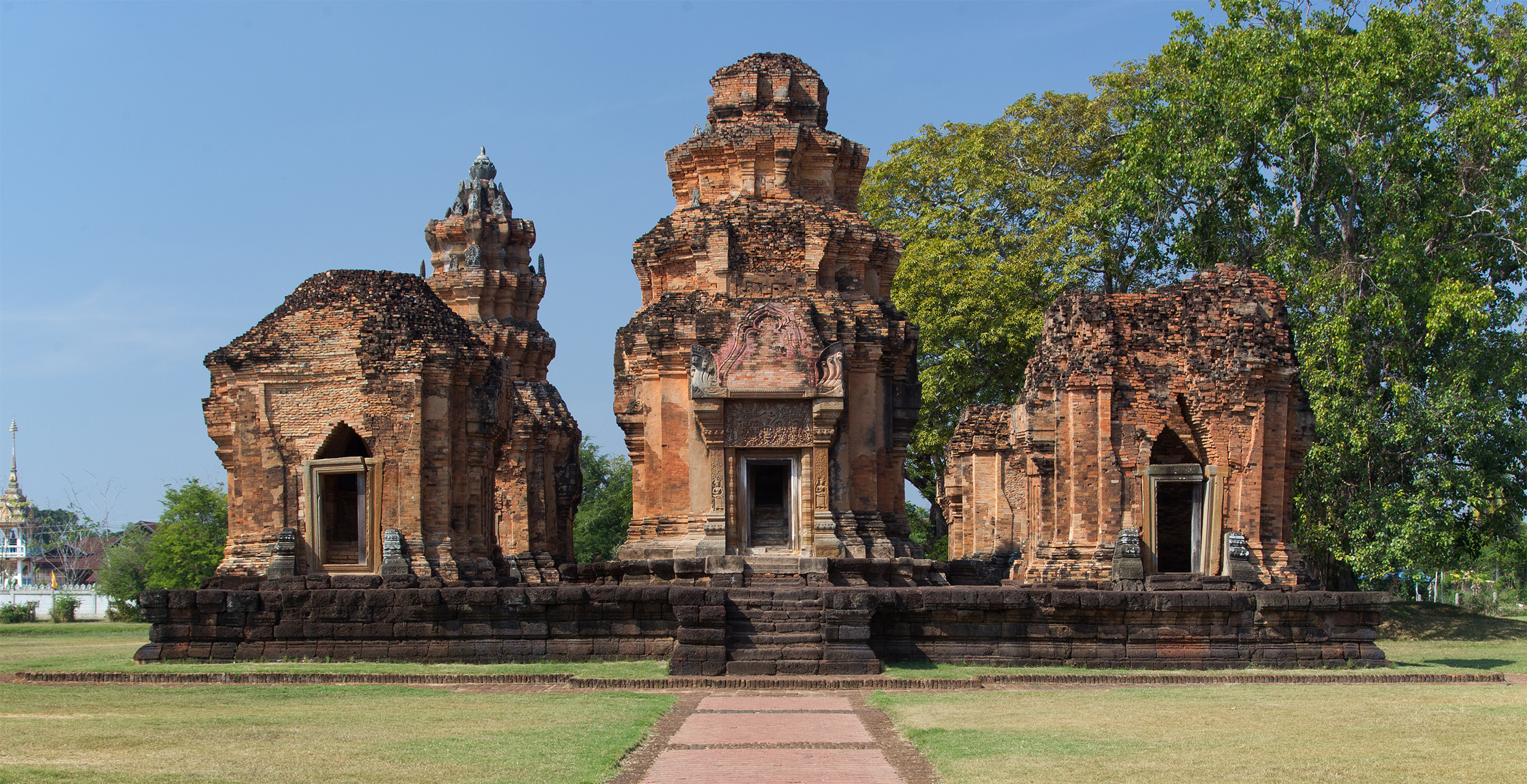
Prasat Sikhoraphum

Prasat Sikhoraphum (thailändisch ปราสาทศรีขรภูมิ; auch Prasat Ra Ngaeng, ปราสาทระแงง) sind die Ruinen eines Khmer-Tempels im Landkreis Sikhoraphum der Provinz Surin. Die Provinz Surin liegt in der Nordostregion von Thailand, dem so genannten Isan.

## Lage
Prasat Sikhoraphum liegt etwa 35 Kilometer nordöstlich der Provinzhauptstadt Surin.

## Baugeschichte
Durch den Stil der Sandstein-Basreliefs des Heiligtums lässt es sich auf die Angkor-Wat-Periode des frühen 12. Jahrhunderts datieren. Allerdings wurden wohl einige Teile der Backstein-Türme zu einem späteren Zeitpunkt – wahrscheinlich im 15. oder 16. Jahrhundert – von Lao erneuert.

## Sehenswürdigkeiten
Das Heiligtum besteht aus einer Quincunxanordnung von vier Prang aus Ziegeln, die sich um einen zentralen, größeren Prang gruppieren. Das Ensemble ist von einem Wassergraben umgeben. Diese Bauform ist für Khmer-Tempel in Thailand einmalig und hat eine kosmologische Bedeutung, die ansonsten nur bei wichtigen Staats-Tempeln wie Pre Rup, Ta Keo oder Angkor Wat gefunden werden kann.
Die fünf Türme stehen auf einer niedrigen, quadratischen Basis aus Laterit und ist nach Osten ausgerichtet. Obwohl Ziegel als Werkstoff für wichtige Bauwerke in Kambodscha bereits seit dem elften Jahrhundert durch Sandstein ersetzt wurde, gibt es im heutigen Thailand durchaus noch einige Tempel, die bis in die zweite Hälfte des zwölften Jahrhunderts aus Ziegeln errichtet wurden. 
Die besonderen Eigenschaften ist heute der mit Sandstein verkleidete Eingang zum zentralen Prang. Seine Pilaster und Säulen sowie der Türsturz sind noch sehr gut erhalten. Im Zentrum des Türsturzes tanzt ein zehnarmiger Shiva, um ihn herum sind seine Gemahlin Uma sowie die Hindu-Gottheiten Vishnu, Brahma und auch Shivas Sohn Ganesha versammelt. Im Hintergrund um die Figuren herum gibt es reichhaltiges Blattwerk, das aus dem Maul eines Kala (in Thailand auch durch Rahu repräsentiert) herausströmt. 
Auf den vier kleineren Türmen sind fast keine Dekorationselemente mehr vorhanden. Nur der Bogen über einer Pseudo-Tür des Südwest-Turms wird von einer vielköpfigen Naga beschützt. Die Köpfe treten aus zahnbewerten Mäulern von Makara hervor. Unterhalb der Naga können Überreste von Stuck-Verzierungen ausgemacht werden. 

Eindrücke vom Heiligtum
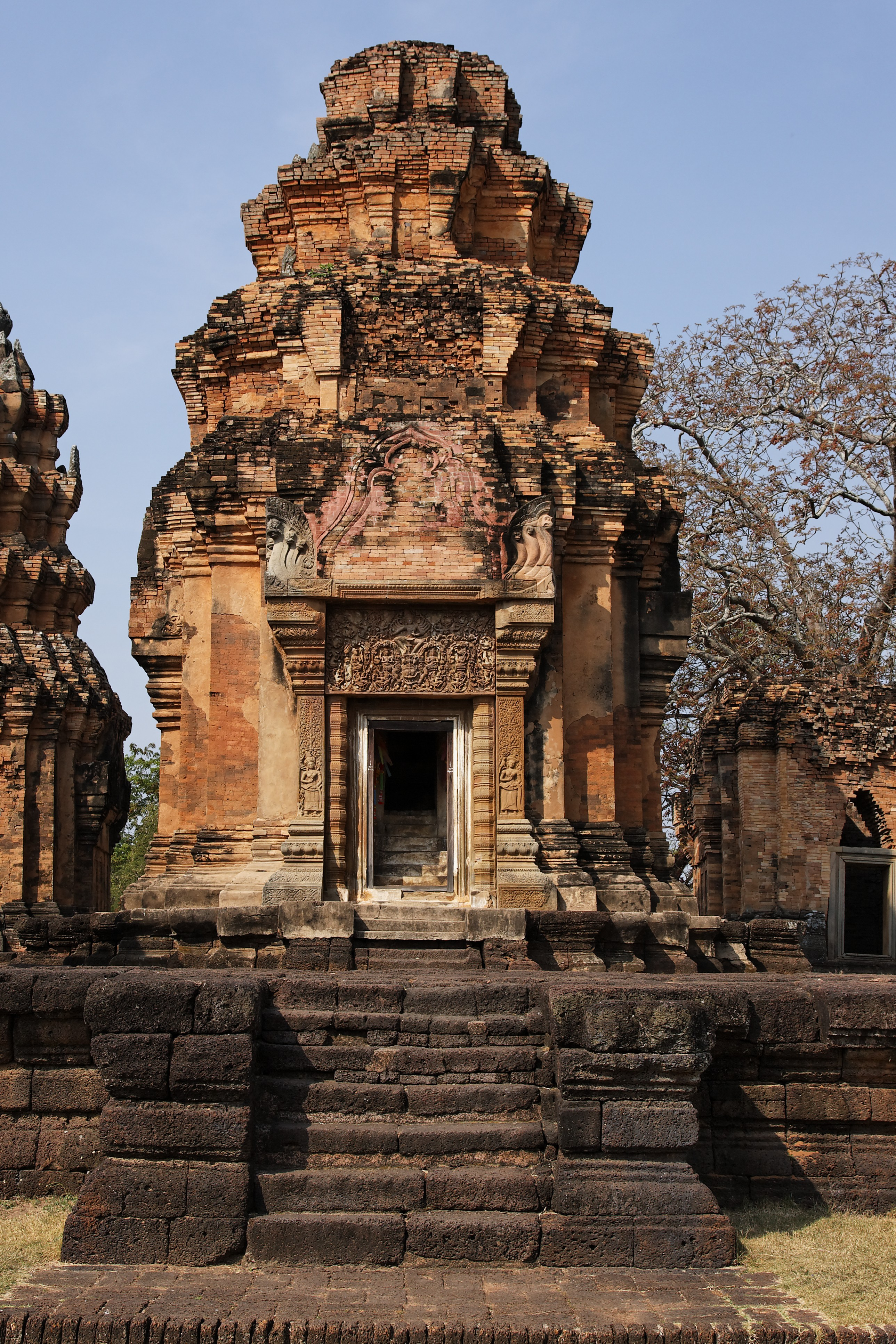
Einer der Prang
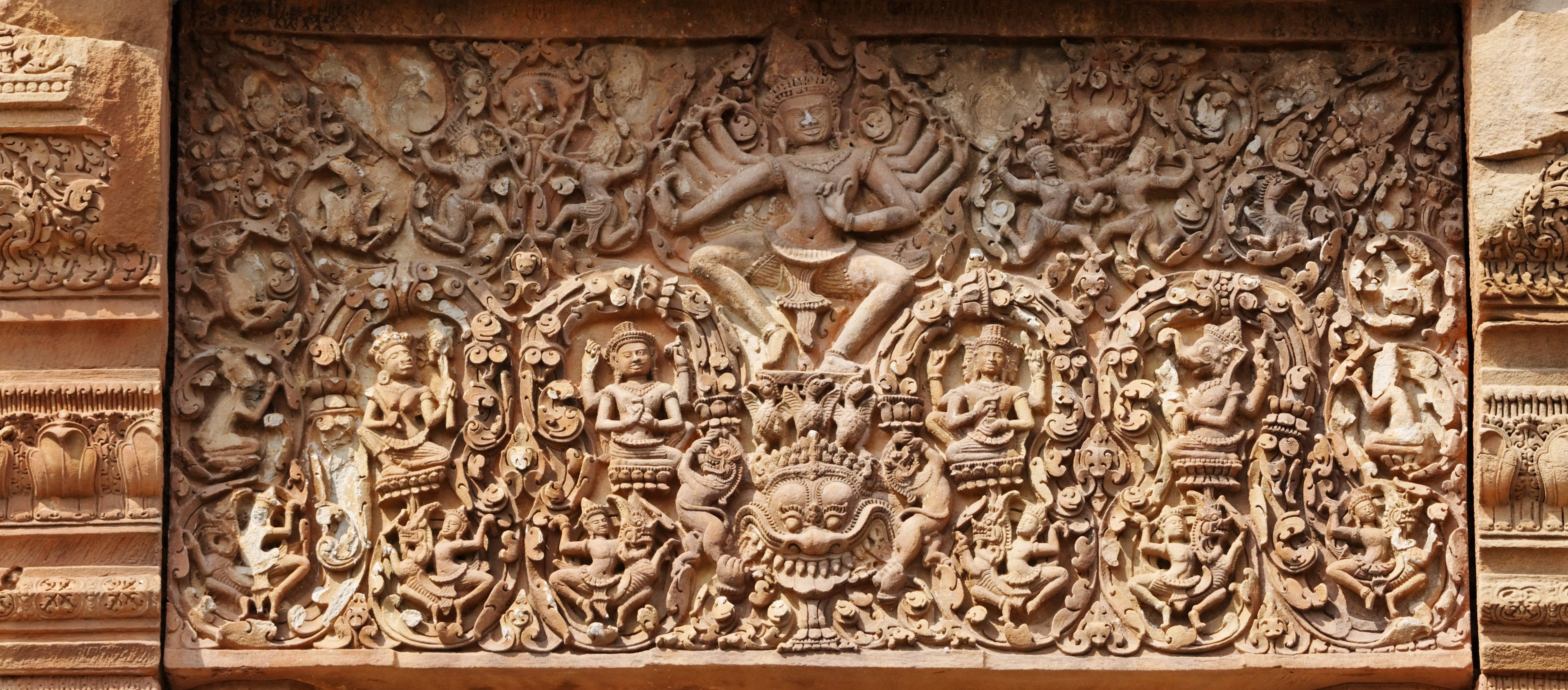
Türsturz mit tanzendem Shiva
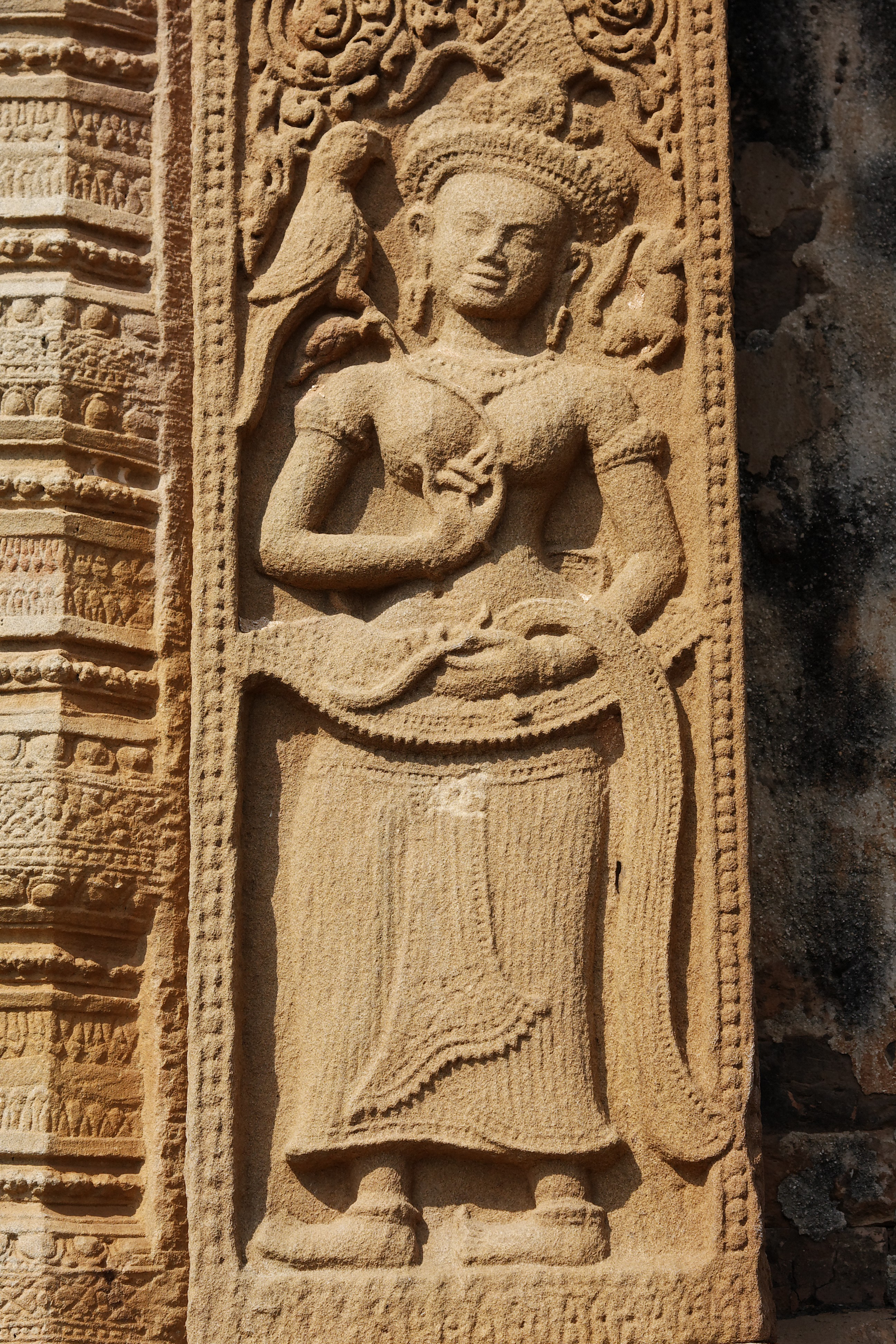
Apsara
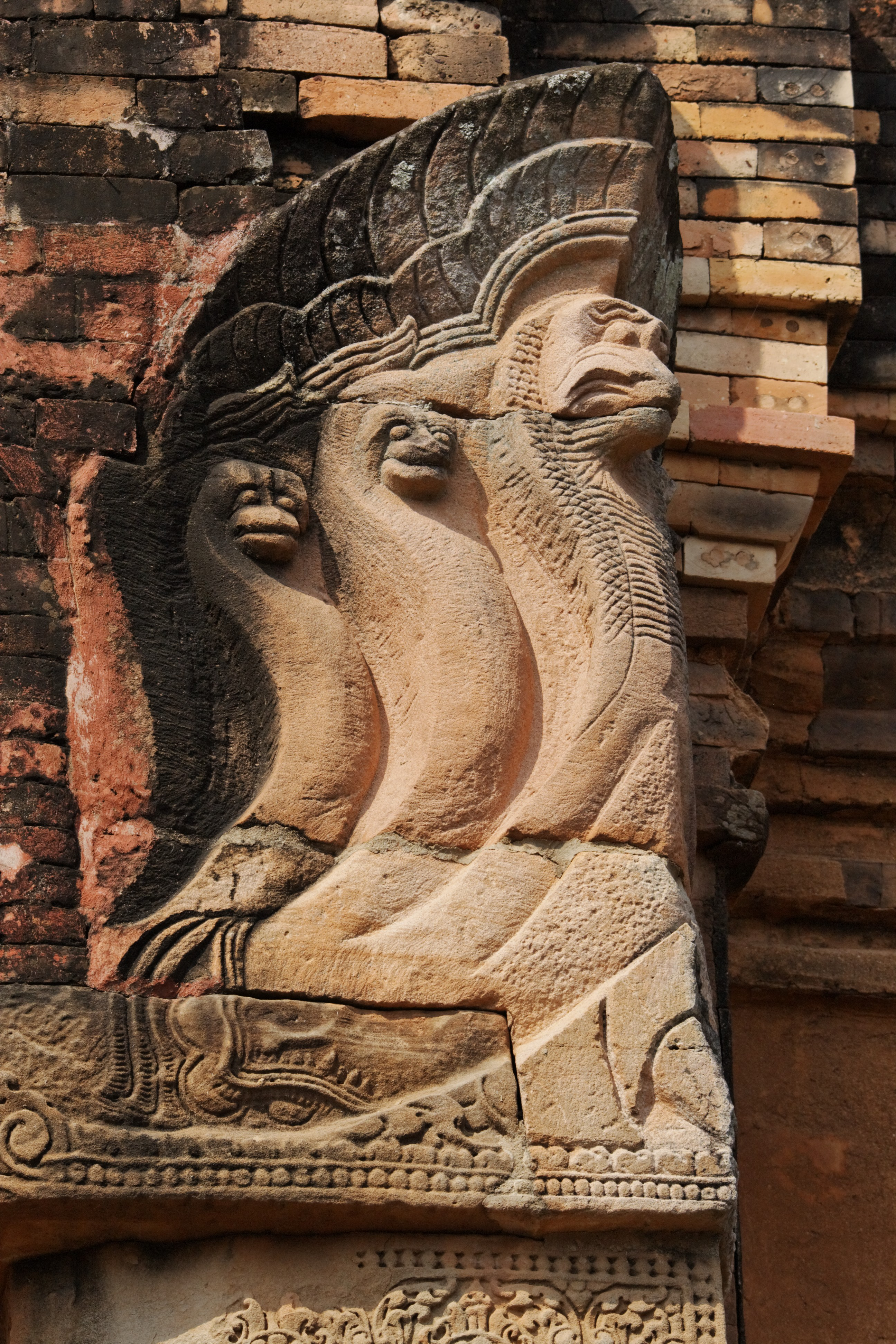
Nagas